# Azemilco

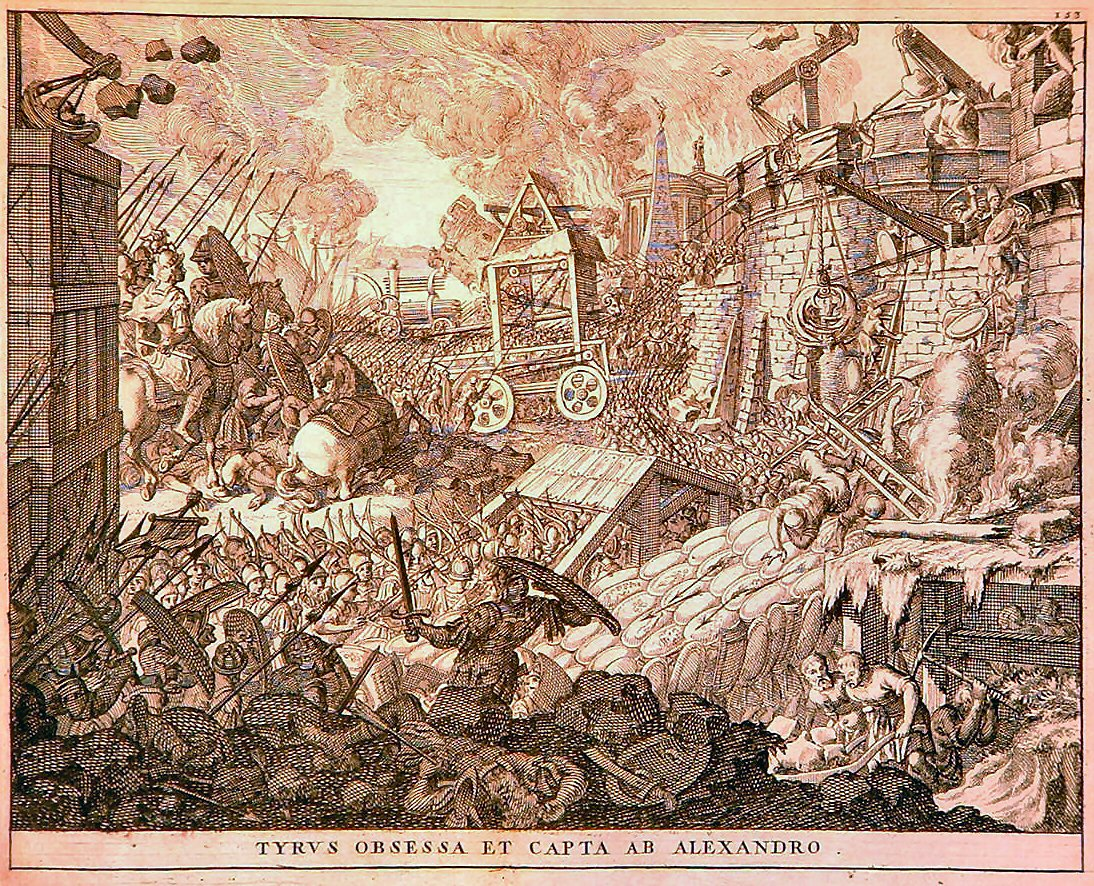
Tiro asediada por Alejandro Magno. Grabado de 1696.

Azemilco era el rey de Tiro durante su asedio por Alejandro Magno en 332 a. C.
Alejandro ya se había hecho pacíficamente con Biblos y Sidón, y Tiro envió embajadores reconociendo su autoridad. La respuesta del macedonio fue la de declarar que deseaba entrar en la ciudad para hacer un sacrificio a Melkart, conocido como el Heracles tirio. En aquel tiempo Azemilco se encontraba entonces con la flota persa de Autofradates, y los tirios, sin saber quién ganaba la guerra, respondieron diciendo que obedecerían cualquier orden, pero que ni persas ni macedonios entrarían en la ciudad. Alejandro finalmente tomó la ciudad, y Azemilco y otros notables, incluyendo los enviados de Cartago, se refugiaron en el templo de Melkart hasta que Alejandro perdonó sus vidas.
| Predecesor: Eugoras | Reyes de Tiro | Sucesor: Abdalónimo |